# Charlotte Worthington
Charlotte Worthington (26 de junho de 1996) é uma ciclista britânica.
Worthington começou a praticar BMX profissionalmente aos 20 anos e trabalhava em tempo integral como chef em um restaurante mexicano perto de Chorlton por três anos antes que a modalidade fosse adicionada às Olimpíadas em 2017. Conquistou a medalha de ouro no BMX estilo livre nos Jogos Olímpicos de 2020 em Tóquio. Ela foi nomeada membro da Ordem do Império Britânico.